# Castulo zonophanes
Castulo zonophanes är en fjärilsart som beskrevs av Edward Meyrick 1888. Castulo zonophanes ingår i släktet Castulo och familjen björnspinnare. Inga underarter finns listade i Catalogue of Life.

## Bildgalleri

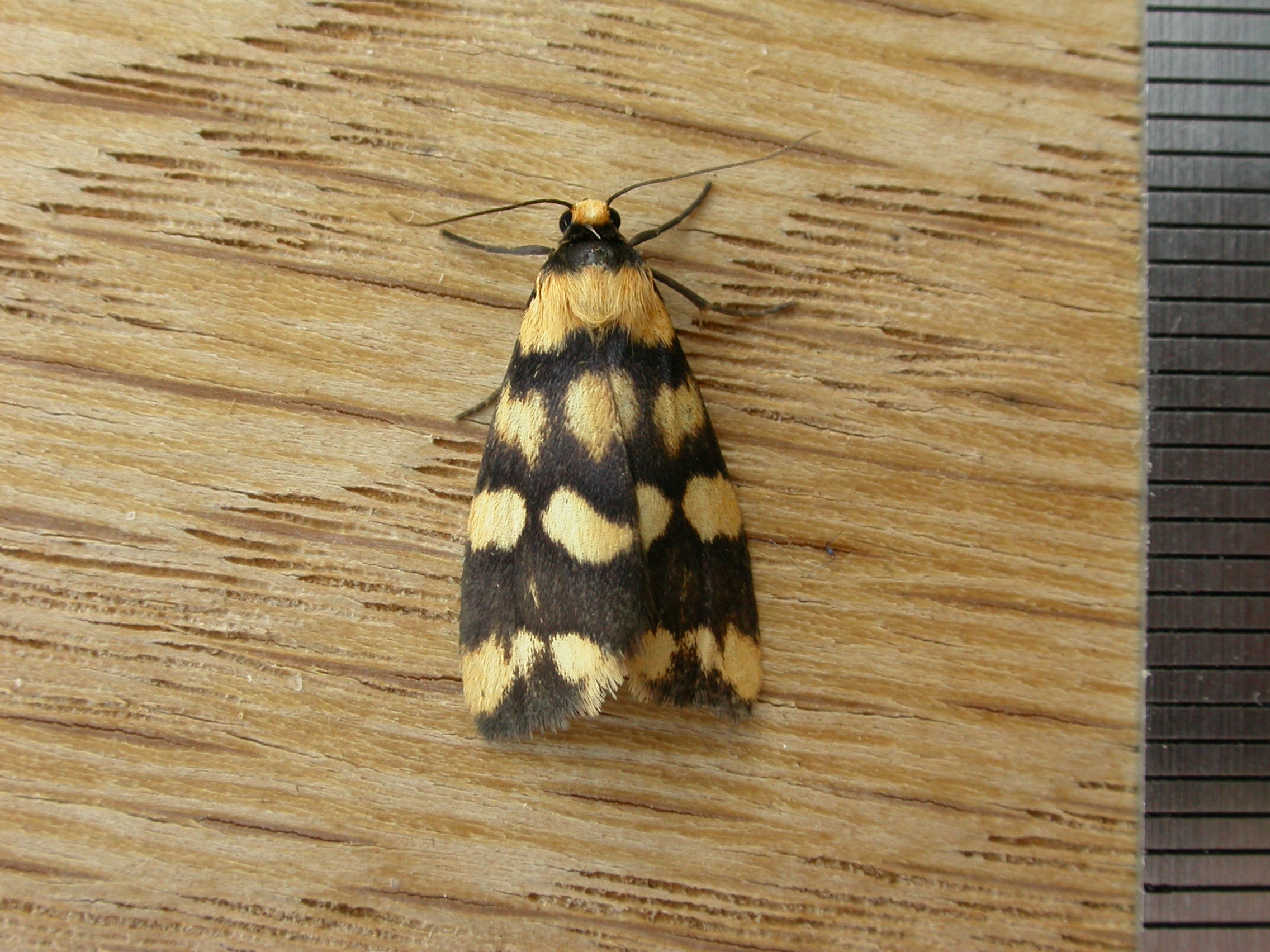